# Jim Pillen
James D. Pillen (1955. december 31. –) amerikai republikánus politikus, állatorvos. Nebraska 41. és jelenlegi kormányzója 2023. január 5-e óta.

## Fiatalkora
Jim Pillen 1955. december 31-én született Columbusban. 1974-ben elvégezte a Lakeview Junior-Senior High School-t majd a Nebraska–Lincoln Egyetemenen állattudományból Bachelor of Science fokozatot szerzett, a Kansas State University College of Veterinary Medicine-en pedig állatorvosi diplomát szerzett.
1975 és 1978 között Nebraska Cornhuskers védekező hátvédje volt.

## Karrier
Pillen a Pillen Family Farms elnökeként is dolgozott. Pillen a Columbus Area Kereskedelmi Kamara elnökeként is dolgozott és a Columbus Hospital igazgatótanácsának elnöke is volt. 2012 óta a University of Nebraska Board of Regents tagja, 2018-ban pedig alelnökként és 2020-ban elnöki tisztséget töltött be.
Pillen a republikánus jelölt volt a 2022-es nebraskai kormányzóválasztáson. Pillent az akkori kormányzó Pete Ricketts és Kay A. Orr volt kormányzó támogatta. Az előválasztáson 33,75%-ot kapott, a többi jelölt Charles Herbster, Brett Lindstrom és Theresa Thibodeau volt. Pillen az abortusz és a kritikus fajelmélet ellen kampányolt. Az általános választásokon nem volt hajlandó vitázni a demokrata jelölttel, Carol Blooddal.

## Nebraska kormányzója
A hivatalban lévő republikánus kormányzó, Pete Ricketts mandátuma lejárt. Pillen 23 pontos különbséggel nyerte meg a kormányzó választást.
2022. május 10-én tartották Nebraskában az előválasztásokat. Pillen nyerte a republikánus jelölést, Carol Blood pedig a demokrata jelölést.
2022. októberében Ben Sasse szenátor lemondott. Pete Ricketts akkori kormányzó pedig azt mondta, hogy engedélyezi, hogy a kormányzóválasztás nyertese jelölje ki Ben Sasse utódját. Pillen Pete Rickettset jelölte ki Sasse helyére. Pillen 2023. január 5-én lépett hivatalba.

## Magánélet
Feleségével, Suzanne-nal közösen négy gyerekük van. Pillen római katolikus vallású.

## Fordítás
- Ez a szócikk részben vagy egészben  a   Jim Pillen című angol Wikipédia-szócikk ezen változatának fordításán alapul.  Az eredeti cikk szerkesztőit annak laptörténete sorolja fel. Ez a jelzés csupán a megfogalmazás eredetét és a szerzői jogokat jelzi, nem szolgál a cikkben szereplő információk forrásmegjelöléseként.